# Phalces brevis
Phasme d'Afrique du Sud
Espèce
Phalces brevis, ou en langue vernaculaire phasme d'Afrique du Sud, est une espèce de phasmes originaire d'Afrique du Sud. La femelle mesure 8 centimètres de l'extrémité de la tête (hypognathe) jusqu'au cerque final. Le mâle ne dépasse pas 5,5 centimètres. Le dimorphisme sexuel est marqué, puisque la femelle est toujours brune ou grise et le mâle, vert grisâtre.

## Synonymes
- Phalces longiscaphes Schoeman, 1985
- Phalces coccyx (Westwood, 1859)
- Bacillus coccyx Westwood, 1859]
- Phalces longiscaphus (Haan, 1842)[2]
- Phalces longiscaphum (Haan, 1842)
- Bacillus longiscaphum (Haan, 1842)
- Phasma longiscaphum Haan, 1842
- Bacillus brevis Burmeister, 1838[3]